# Дальмассо, Сантьяго
Сантья́го Дальма́ссо (исп. Santiago Dalmasso; род. 18 июня 2004, Хенераль-Вильегас, Буэнос-Айрес) — аргентинский футболист, полузащитник клуба «Бока Хуниорс».

## Клубная карьера
Дальмассо — воспитанник клуба «Бока Хуниорс». 18 июля 2024 года в поединке Южноамериканского кубка против эквадорского «Индепендьенте дель Валье» Сантьяго дебютировал за основной состав. 7 ноября в матче против «Годой-Крус» он дебютировал в аргентинской Примере.